# Tvängen
Tvängen är en sjö i Kungälvs kommun i Bohuslän och ingår i Göta älv-Bäveåns kustområde. Tvängen ligger i Svartedalen Natura 2000-område. Sjön är 4,4 meter djup, har en yta på 0,019 kvadratkilometer och befinner sig 117 meter över havet.